# Ражад
Ража́д (фр. и окс. Rageade) — коммуна во Франции, находится в регионе Овернь. Департамент — Канталь. Входит в состав кантона Рюин-ан-Маржерид. Округ коммуны — Сен-Флур.
Код INSEE коммуны — 15032.
Коммуна расположена приблизительно в 430 км к югу от Парижа, в 80 км южнее Клермон-Феррана, в 70 км к востоку от Орийака.

## Население
Население коммуны на 2008 год составляло 112 человек.
| 1962 | 1968 | 1975 | 1982 | 1990 | 1999 | 2008 |
| ---- | ---- | ---- | ---- | ---- | ---- | ---- |
| 192  | 200  | 186  | 158  | 155  | 135  | 112  |

## Экономика

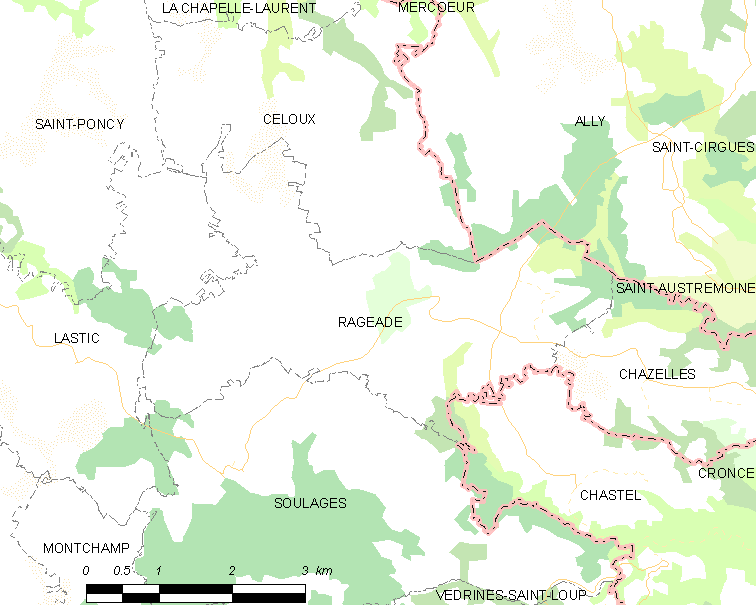
Карта коммуны

В 2007 году среди 67 человек в трудоспособном возрасте (15—64 лет) 51 были экономически активными, 16 — неактивными (показатель активности — 76,1 %, в 1999 году было 72,2 %). Из 51 активных работали 50 человек (29 мужчин и 21 женщина), безработным был 1 мужчина. Среди 16 неактивных 8 человек были учениками или студентами, 5 — пенсионерами, 3 были неактивными по другим причинам.